# Dimethylphthalat
Dimethylphthalat (DMP) ist ein Phthalsäureester aus Methanol und Phthalsäure und gehört damit neben Diethylhexylphthalat, Di-iso-nonylphthalat, Diethylphthalat und Dibutylphthalat zur Gruppe der Phthalate.

## Darstellung und Gewinnung
Die technische Gewinnung von Dimethylphthalat erfolgt in einer zweistufigen Synthese aus Phthalsäureanhydrid und Methanol. Im ersten Schritt erfolgt eine schnelle Alkoholyse zum Phthalsäurehalbester. Der zweite Veresterungsschritt verläuft als Gleichgewichtsreaktion langsamer und erfordert die Verwendung saurer Katalysatoren und zur Umsatzvervollständigung die destillative Abtrennung des entstehenden Wassers.

## Eigenschaften
Dimethylphthalat ist eine lichtempfindliche, farblose, wenig flüchtige, höherviskose (dynamische Viskosität von 1,7  mPa·s bei 20 °C.) und fast geruchlose Flüssigkeit, welche schwer löslich in Wasser ist. Sie zersetzt sich in der Hitze, wobei Kohlenstoffmonoxid und Kohlenstoffdioxid sowie reizende Dämpfe und Gase entstehen.
Dimethylphthalat gilt als schwer entzündliche Flüssigkeit. Oberhalb des Flammpunktes können sich entzündliche Dampf-Luft-Gemische bilden. Die Verbindung hat einen Flammpunkt bei 146 °C. Der Explosionsbereich beginnt bei 0,9 Vol.‑% als untere Explosionsgrenze (UEG). Der untere Explosionspunkt liegt bei 134 °C. Die Zündtemperatur beträgt 555 °C. Der Stoff fällt somit in die Temperaturklasse T1.

## Verwendung
Verwendung findet DMP als Weichmacher, als Repellent gegen Insekten, wobei es besonders wirksam gegen Anopheles ist, und als Lösungsmittel in Leuchtstäben („Knicklicht“).